# Международный аэропорт имени Робертса
Международный аэропорт имени Робертса (англ. Roberts International Airport, так же известен под названием Robertsfield) — основной аэропорт Либерии. Расположен недалеко от города Харбел в графстве Маргиби. Столица Либерии Монровия находится в 56 километрах от аэропорта. Аэропорт назван в честь Джозефа Дженкинса Робертса, первого президента Либерии.
Аэропорт является самым крупным в стране. Имеет самую длинную взлётно-посадочную полосу в западной Африке.

## История
Аэропорт был построен в 1942 году и использовался для заправки бомбардировщиков ВВС США во время второй мировой войны.
В 1990 году, во время первой гражданской войны в Либерии, аэропорт прекратил работу и был вновь открыт только в конце 1997 года.

### Во времявторой гражданской войны в Либерии

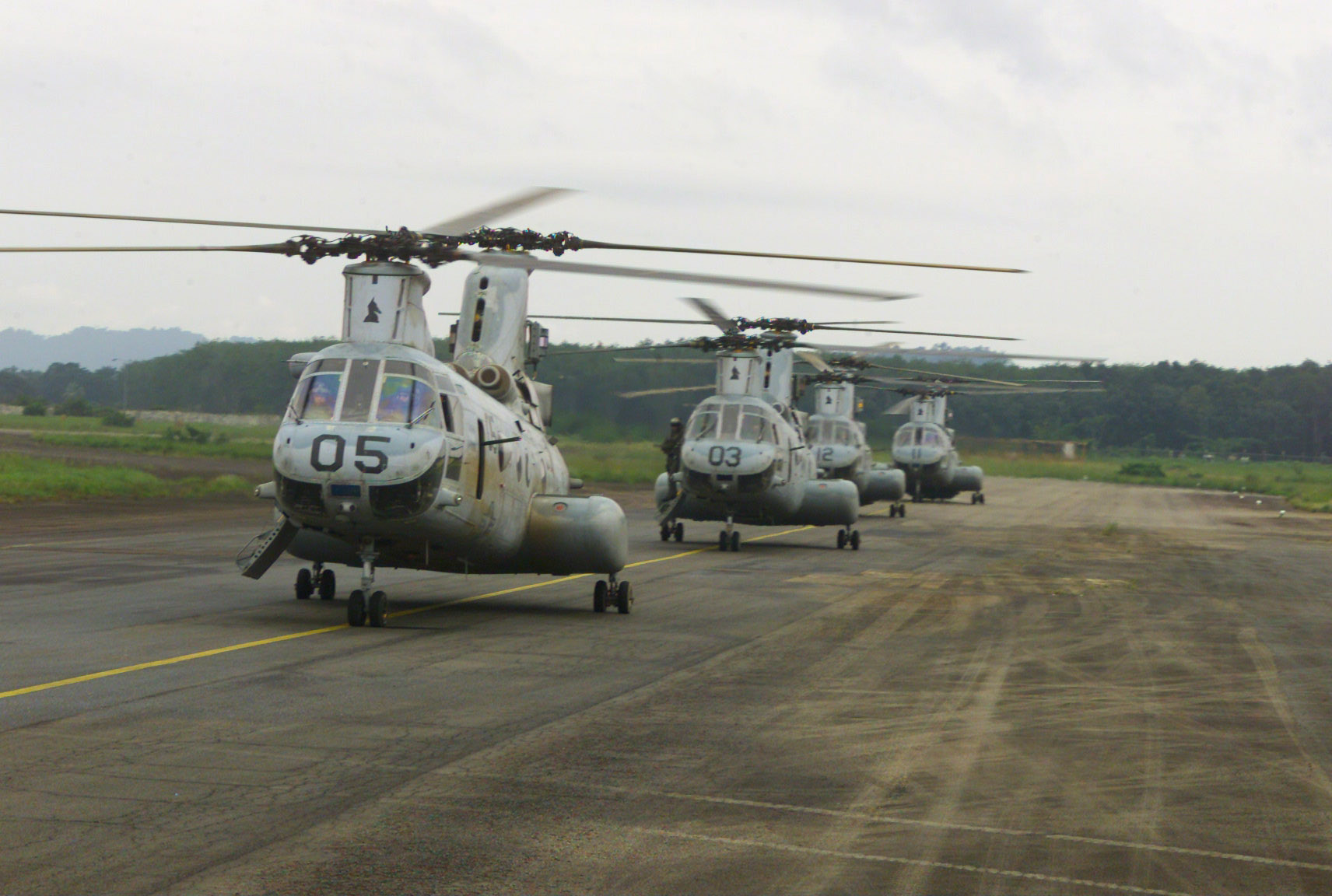
Вертолеты CH-46 Sea Knight с морскими пехотинцами США в международном аэропорту Робертса во время второй гражданской войны в Либерии. Август 2004
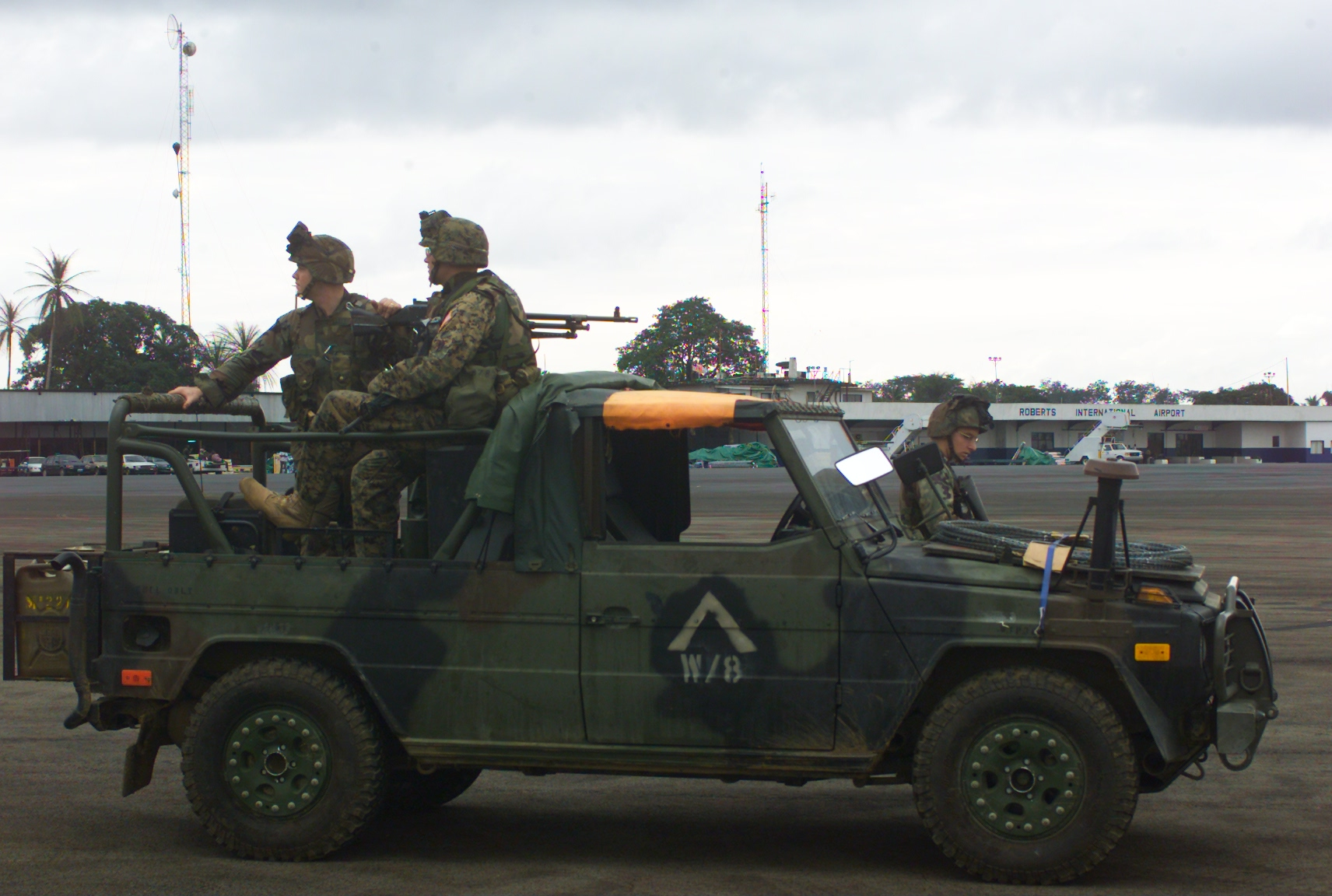
Морские пехотинцы США в международном аэропорту Робертса во время второй гражданской войны в Либерии. Август 2004

### Во времяэпидемии лихорадки Эбола в Западной Африке

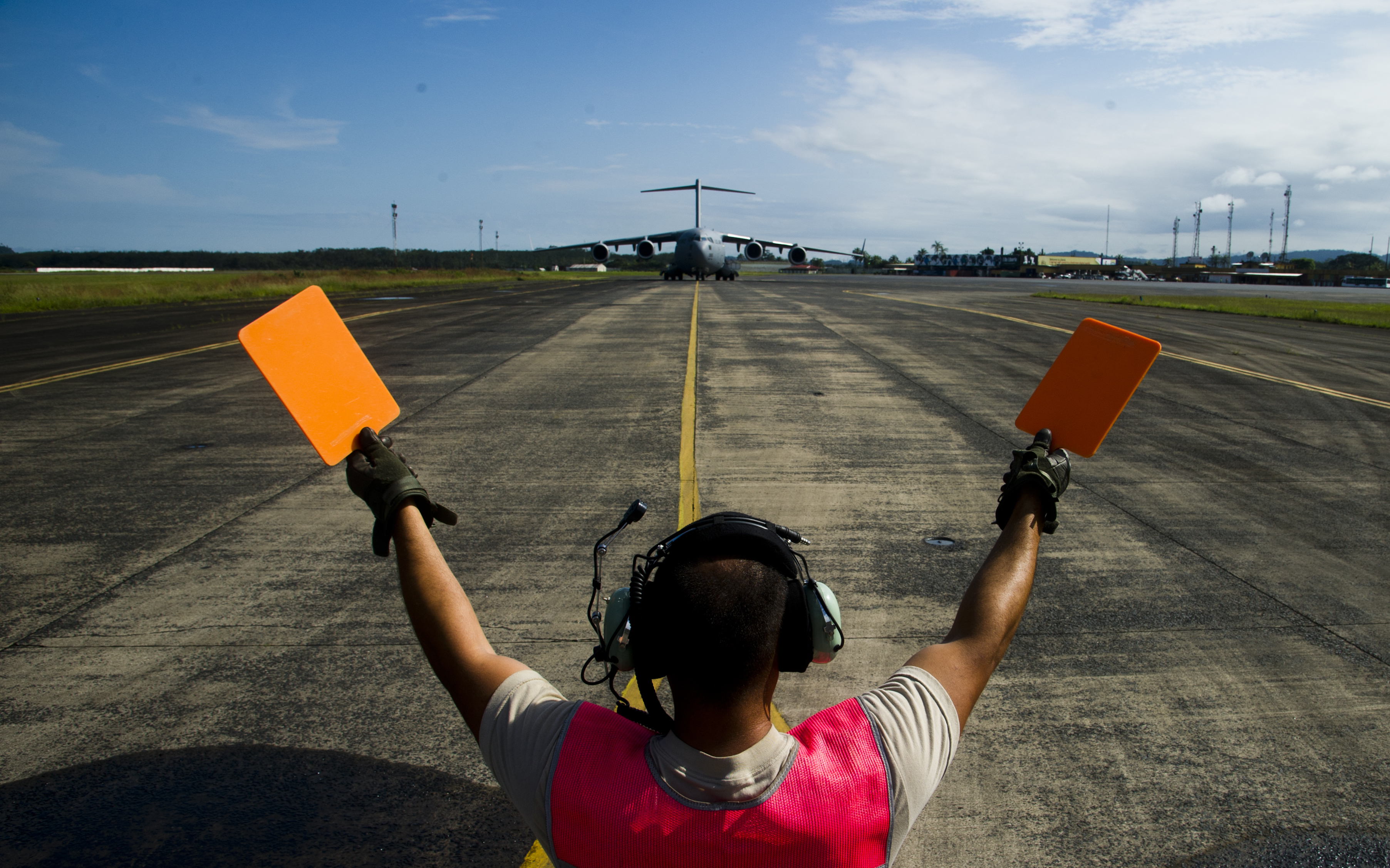
Служащий ВВС США участвует в обслуживании самолёта. 20 октября 2014
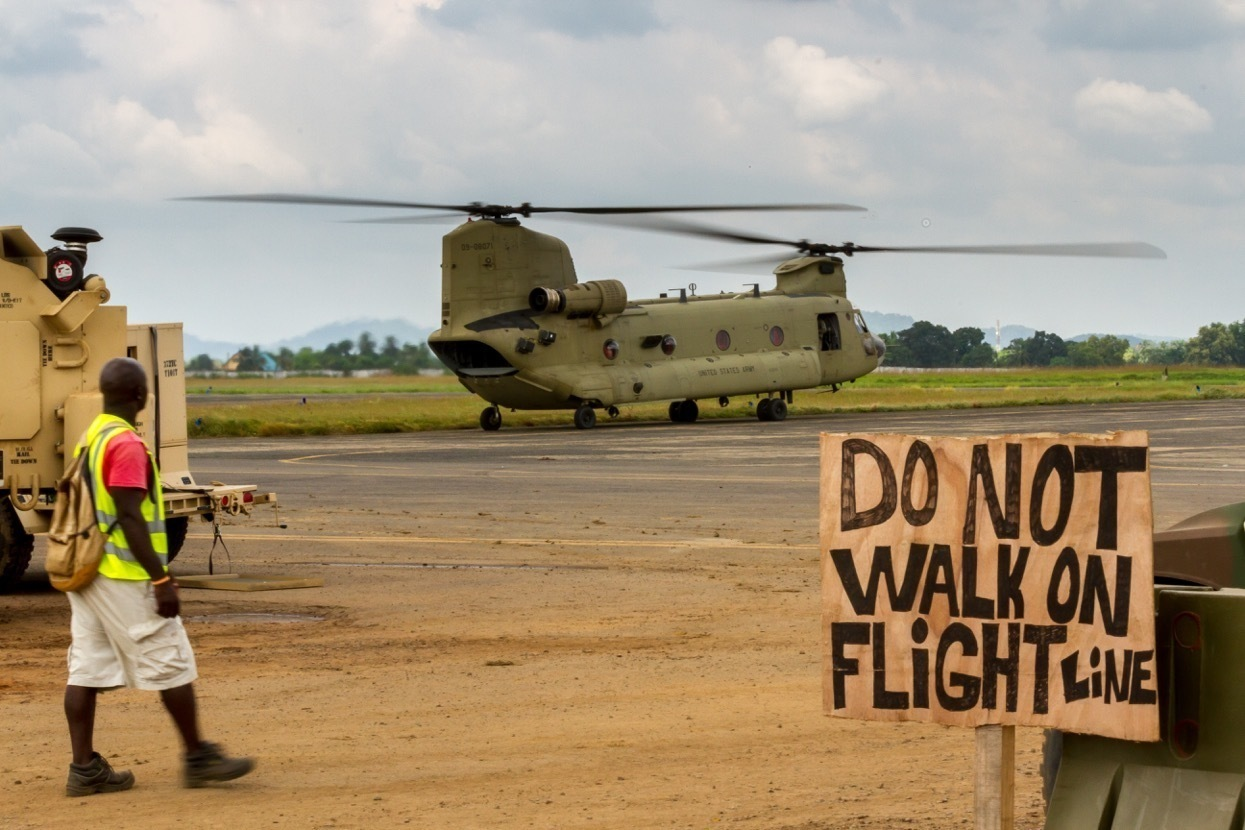
Сотрудник аэропорта наблюдает за вертолётом Ch-47F Chinook. 10 декабря 2014
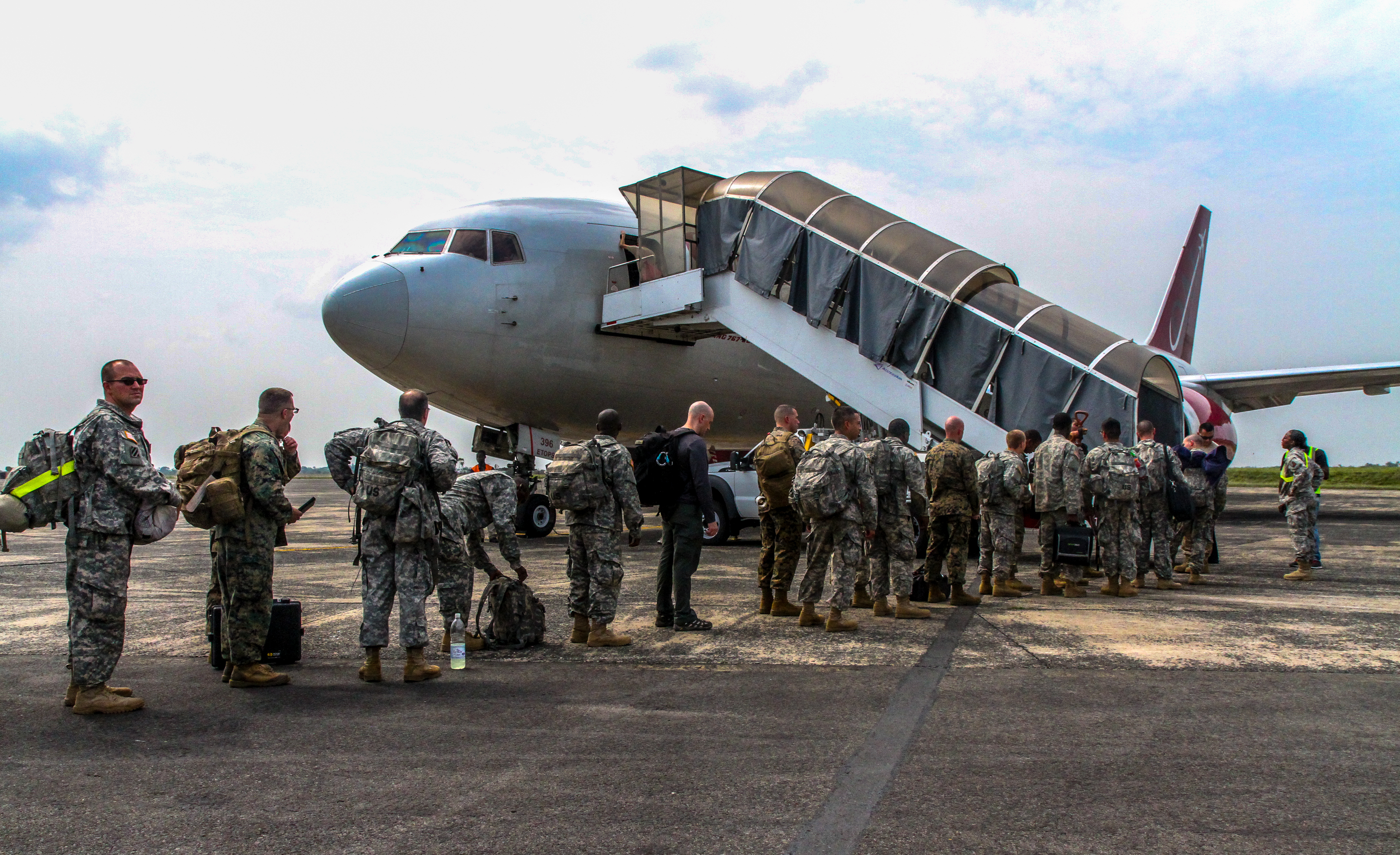
Военнослужащие США, участвовавшие в миссии, направленной на борьбу с эпидемией вируса Эбола, в ожидании перед вылетом. 1 января 2015

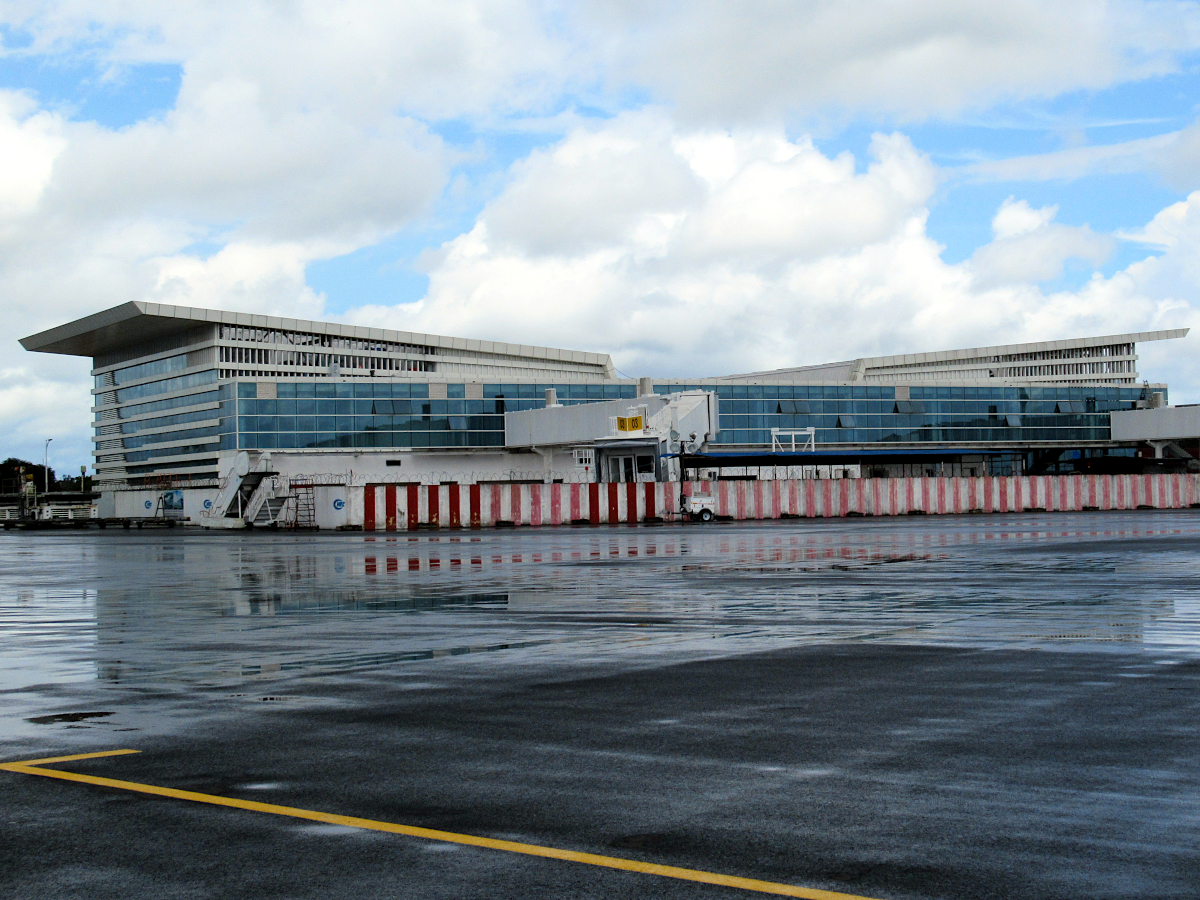
Строительство нового терминала

В 2013 году правительство признало, что аэропорт нуждается в модернизации, так как плохое состояние взлётно-посадочной полосы и плохо обученный персонал могут привести к сокращению количества рейсов.

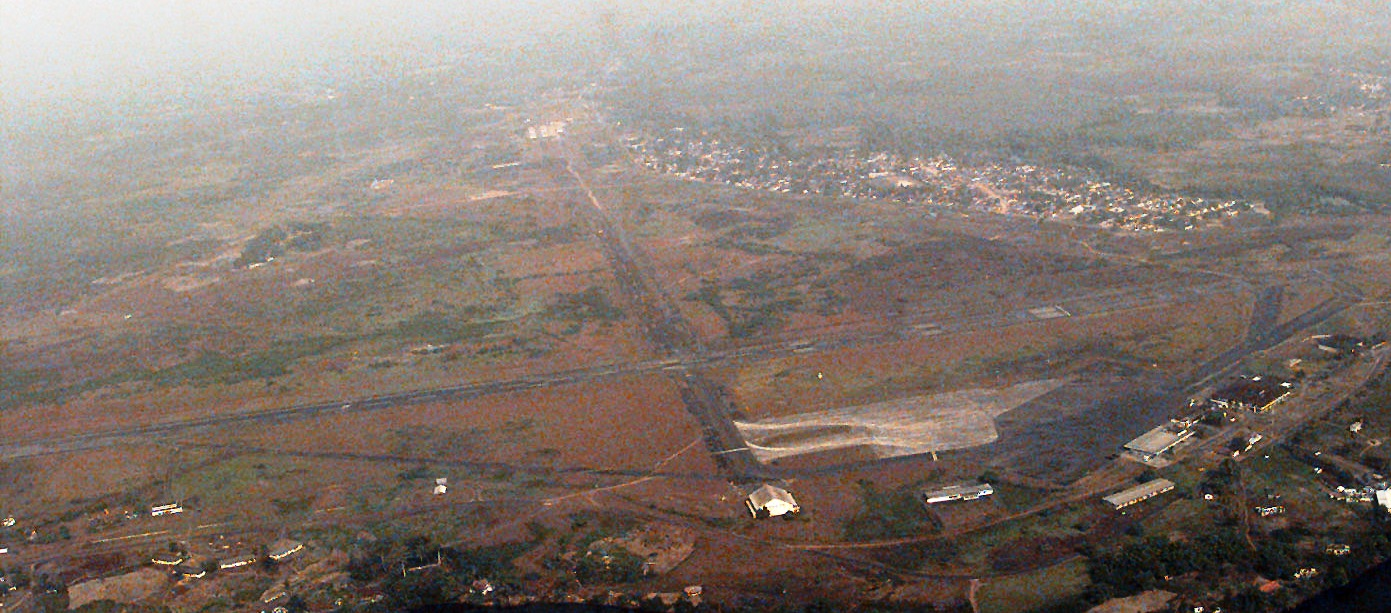
Вид на аэропорт

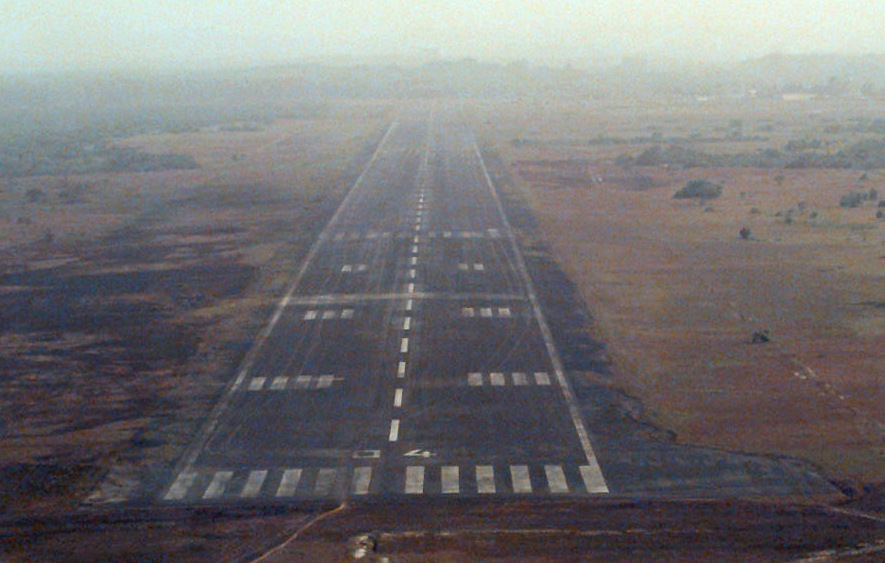
Взлётно-посадочная полоса

В 2017 году было начато строительство нового терминала аэропорта. Деньги для строительства получены по кредитному договору с КНР, который был заключен на срок 25 лет. Новый терминал будет способен обсуживать до 500 тысяч пассажиров в год.
В 2017 году администрация аэропорта подписала партнерское соглашение с аэропортом Хартсфилд-Джексон Атланта. Было запланировано открытие центра технического обслуживания самолетов.
В феврале 2020 года рассматривался вопрос создания грузовой станции, которая потенциально позволит развить грузовой хаб в партнёрстве с аэропортом Атланты.
В 2020 году авиакомпания Air France планирует возобновить полёты в Либерию, которые были прекращены в 2014 году.

## Авиакомпании и направления
По состоянию на 2019 год аэропорт обслуживал рейсы авиакомпаний Brussels Airlines, Royal Air Maroc и нескольких внутриафриканских перевозчиков.